# Mão com esfera refletora
Mão com Esfera Refletora, também conhecido como Autorretrato em Espelho Esférico, é uma litografia do artista holandês M. C. Escher, impressa pela primeira vez em janeiro de 1935. A obra retrata uma mão segurando uma esfera refletora. No reflexo, a maior parte do ambiente ao redor de Escher pode ser vista, e a mão que segura a esfera revela-se ser a de Escher.
Autorretratos em superfícies esféricas refletoras são comuns na obra de Escher. Em grande parte de seus autorretratos desse tipo, Escher está desenhando a esfera, enquanto nesta imagem ele está sentado, olhando para ela. Nas paredes, há várias imagens emolduradas, uma das quais parece ser de um boneco de sombra indonésio.

## Descrição
Este é um dos trabalhos mais icônicos de Escher, que explora a ilusão, o reflexo e a percepção espacial. Nela, Escher desenha sua própria mão segurando uma esfera espelhada, que reflete não só o ambiente ao redor mas também seu autorretrato, criando uma composição de profunda introspecção e estudo geométrico.
Essa obra não só revela a habilidade técnica de Escher, mas também sua fascinação pela percepção, pela distorção da realidade e pelas leis da óptica. Ele brinca aqui com o ponto de vista, o que se vê e o que se reflete, e com a própria ideia de autorrepresentação, já que é um autorretrato velado e filosófico.
Em uma composição vertical, executada em tons de cinza e preto sobre papel de tonalidade bege, observa-se uma litografia que exibe, com notável precisão gráfica, uma mão que sustenta uma esfera metálica polida, cuja superfície refletora revela não apenas o gesto da própria mão que a segura, mas também a figura do homem barbudo a quem ela pertence, bem como o interior meticulosamente ordenado do cômodo que o circunda. O fundo que emoldura a mão e a esfera revela uma gradação tonal que transita do negro profundo, na extremidade inferior, para um cinza claro e difuso na porção superior da imagem.
As rugas que percorrem o pulso e as linhas que estruturam a palma da mão são delineadas com clareza quase fotográfica, testemunhando a acuidade técnica do artista. A superfície espelhada da esfera distorce suavemente as proporções da cena refletida, que compreende o retrato de um homem de fronte ampla e cabelos penteados para trás, cujo olhar, expressivo e fixo, parece dirigir-se diretamente ao observador ou, paradoxalmente, a seu próprio reflexo. A barba e o bigode, densos e cuidadosamente aparados, reforçam a sobriedade de sua fisionomia. O retratado veste um terno formal, composto por colete, gravata e camisa de colarinho abotoado, e encontra-se sentado, apoiando o punho esquerdo sobre a coxa, enquanto a mão oposta sustenta a esfera com firmeza.
Ao fundo, o espaço doméstico revela-se através da representação detalhada de uma alcova iluminada por janelas laterais, na qual se destacam poltronas estofadas, mesas de apoio e um abajur posicionado sobre um aparador. O homem ocupa uma cadeira de braços em madeira, situada junto a um móvel que sugere ser um divã ou sofá reclinável, adornado por uma almofada. A parede posterior abriga uma prateleira suspensa, que organiza uma fileira de livros, sobre a qual — e abaixo da qual — encontram-se dispostas algumas imagens emolduradas.